# میکلوش زرینی (شاعر)

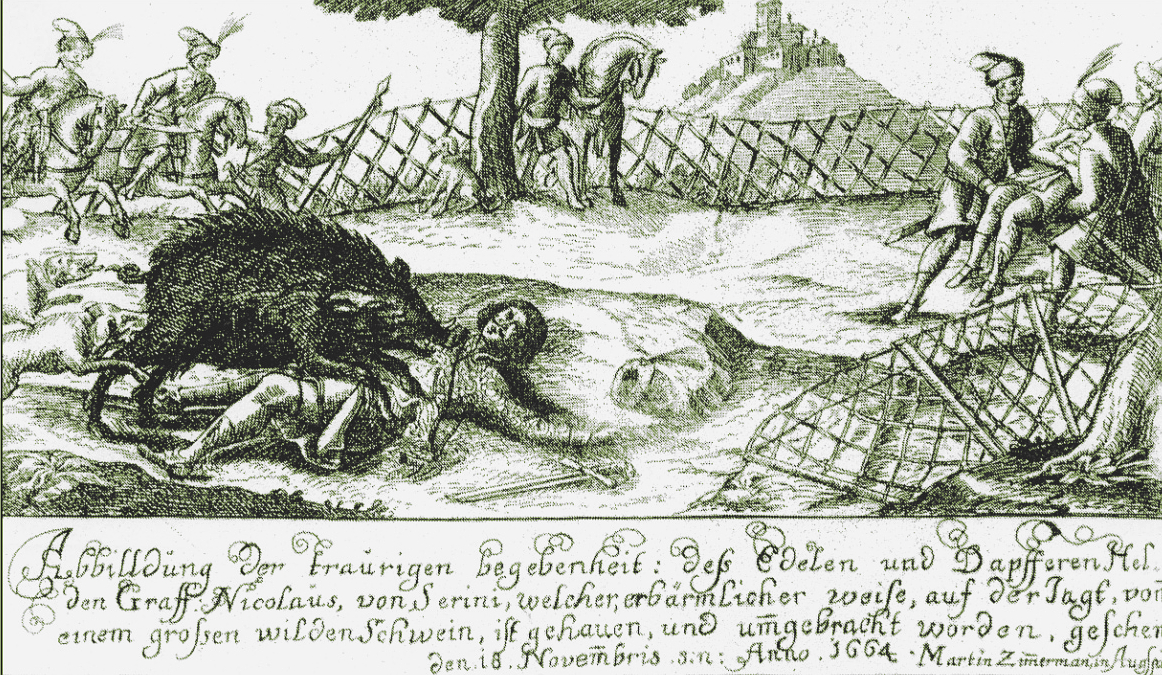
مرگ زرینی

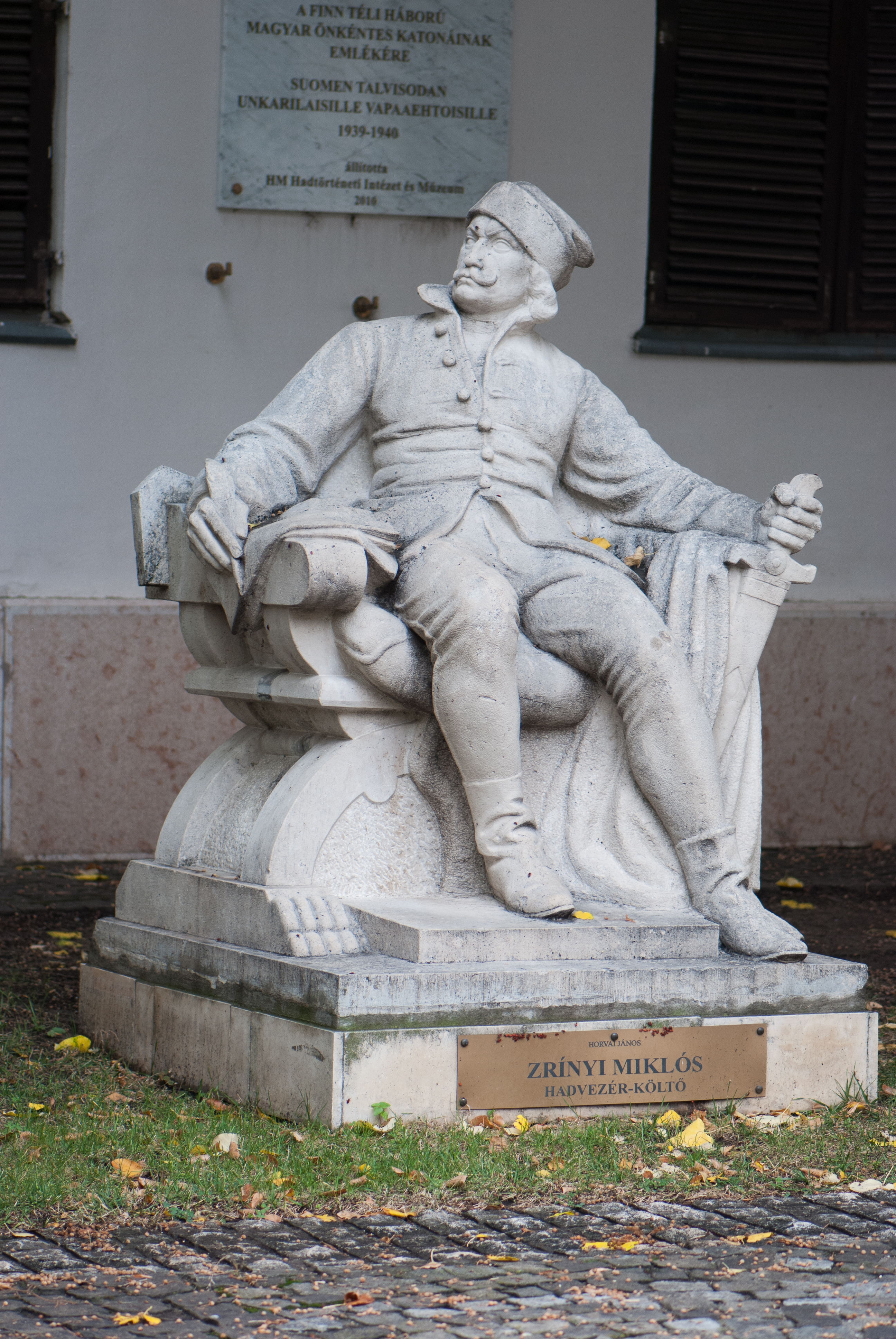
مجسمه زرینی در موزه تاریخ جنگ بوداپست

گراف میکلوش زرینی (کرواتی: Nikola Zrinski و مجاری: Zrínyi Miklós؛ ۳ مه ۱۶۲۰ در چاکوتس – ۱۸ نوامبر ۱۶۶۴، کورشانتس) بان کرواسی، اشراف‌زاده، شاعر، ژنرال و مشاور سلطنتی و جنگ‌سالار مجاری-کروات بود. زرینی می‌خواست با اتحاد و تشکیل یک حزب ملی در مجارستان به مبارزه با امپراتوری عثمانی بپردازد. در نبرد سنت‌گوتهارد موفقیت‌های نظامی بزرگی به دست آورد، اما دربار وین موفقیت‌های او را به باد داد و با سلطان صلح کرد. اعتماد زرینی به هابسبورگ متزلزل شد، ولی با مرگ غیرمنتظره‌اش توسط گراز در سال ۱۶۶۴، هنگام شکار در نزدیکی چاکوتس، از اقدام سیاسی او جلوگیری شد.
شعار معروف او «نیک‌بختی و دیگر هیچ» بود.

## زندگی و تحصیل
زرینی در چاک‌تورنیا، پادشاهی مجارستان (اکنون چاکوتس، کرواسی) با اصالت کروات به دنیا آمد و هفتمین شخص در خانواده با نام میکلوش بود. جد او میکلوش زرینی، قهرمان محاصره سیگت‌وار و پدرش، دیوردی زرینی، نجیب‌زاده‌ای هابسبورگ با تبار کروات بودند. مادر او ماگدولنا سِچی پس از تولد دومین پسرش، پِتِر بر اثر تب نفاسی درگذشت. میکلوش و پتر پدر خود را هم در ۱۸ دسامبر ۱۶۲۶ از دست دادند. در این بین فردیناند دوم سرپرستی آنان را بر عهده گرفت.
زرینی در کالج یسوعی‌ها در گراتس، وین و نادی‌سومبات (اکنون ترناوا در اسلواکی) تحصیل کرد. پس از تحصیل و بازگشت خانه، طبق سنت خانوادگی، به رسیدگی از املاک و شرکت در جنگ علیه ترک‌ها پرداخت؛ آنها را از نواحی بین دو رود مور و دراوا بیرون کرد و از مجارستان، ترانسیلوانی، کرنتن و اشتایرمارک دفاع کرد.
او که در دوران تحصیل در سطح عالی لاتین فراگرفته و آلمانی و ترکی هم می‌دانست، به زبان مجاری شعر می‌سرود. از قلعه‌اش هم در چاک‌تورنیا با شخصیت‌های روشنفکر زمان خود در ارتباط بود. محقق هلندی، یاکوبوس تولیوس، او را ملاقات کرد، و در سفرنامه خود از زرینی با شگفت‌زدگی یاد می‌کند که کرواتی، مجاری، ایتالیایی، آلمانی، ترکی عثمانی و لاتین را به راحتی صحبت می‌کرد.

## جنگ و سیاست
در دوره بین ‎۱۶۴۲–۱۶۴۵، او با ارتشی به هزینه شخصی در جنگ سی‌ساله شرکت کرد. اگرچه مشتاق جنگ با هموطن مجاری خود نبود، متعاقباً ارتش دیوردی راکوتسی یکم، پرنس ترانسیلوانی، مورد حمایت عثمانی را در تیسای علیا شکست داد. برای خدماتش، امپراتور او را به عنوان کاپیتان کرواسی منصوب کرد.
در مراسم تاج‌گذاری فردیناند چهارم، پادشاه رومن‌ها، مجارستان، کرواسی و بوهمیا، شمشیر سلطنتی را او حمل می‌کرد و به کاپیتان-ژنرال و بان کرواسی برگزیده شد.
در سال ۱۶۵۵، او تلاش کرد تا به‌عنوان پالاتین مجارستان انتخاب شود. علیرغم حمایت اشراف کوچک، تلاش‌های او شکست خورد. امپراتور، در واکنش به روابط خوب زرینی با پروتستان‌ها و مجارهای ترانسیلوانی، فرنتس وشلینی را به جای او نامزد کرد.

## آخرین جنگ
آخرین سال زندگی او اوج تلاش و اعتبارش بود. در سال ۱۶۶۳، ارتش عثمانی به رهبری وزیر اعظم کُپرولی احمد، حمله گسترده‌ای را علیه پادشاهی مجارستان آغاز کرد که در نهایت هدف آن محاصره و اشغال وین بود. جهت آماده‌سازی برای حمله در سال آینده، نیروهای آلمانی از امپراتوری مقدس روم استخدام شدند، از فرانسه کمک رسید و زرینی هم تحت فرماندهی رایموندو مونتکوکولی به فرماندهی کل ارتش مجارستان منصوب شد. زرینی در ژانویه و فوریه ۱۶۶۴ پیروزی‌های بزرگی به‌دست‌آورد، و یک لشکرکشی زمستانی را با علم به آنکه ترک‌ها میلی به جنگ در زمستان ندارند، رهبری کرد. او با ارتش ۲۰٬۰۰۰ نفری خود، ۲۴۰ کیلومتر به داخل دشمن نفوذ کرد، پل سلیمان در اوسییک را که در خدمت تدارکات عثمانی بود، آتش زد و برای جنگ بهاری آماده شد. موفقیت او در سراسر اروپا مورد توجه قرار گرفت و مارس مجارها لقب گرفت.
زرینی در ادامه به دلیل امتناع ژنرال‌های امپراتوری از همکاری ناامید شد. دربار وین در تمام طول مسیر به زرینی مشکوک بود و او را مروج ایده‌های جدایی‌طلبانه در مجارستان می‌دانست و او را متهم می‌کرد که با ساختن قلعه خود صلح را برهم زده است. محاصره کانیژا، مهم‌ترین قلعه عثمانی در جنوب مجارستان، توسط دسیسه‌های مونتکوکولی با شکست مواجه شد. پس از رفع محاصره کانیژا، کوپرولو احمد روی به قلعه زرینی گذاشت که زرینی برای آزادسازی قلعه شتافت. ارتش امپراتوری تحت فرماندهی مونتکوکولی غیرفعال ماندند و از هر گونه کمکی خودداری کردند. ارتش در مرز مجارستان متمرکز شد و قلعه زرینی قربانی شد. در نهایت ارتش عثمانی در نبرد سنت‌گوتهارد شکست خورد و متوقف شد. این شکست می‌توانست فرصتی برای مجارستان برای رهایی از عثمانی فراهم کند. با این حال صلح واش‌وار، که با وجود پیروزی هابسبورگ-مجارستان، سرزمین‌های زیادی را در دست عثمانی می‌گذاشت، زرینی را خشمگین کرد. زرینی برای اعتراض به این معاهده به وین شتافت، اما نظر او نادیده گرفته شد. نظر وین به‌طور گسترده پذیرفته شد که او، علیرغم اینکه قبلاً از حامیان وفادار دربار بوده، در راه‌اندازی توطئه وشلینی با هدف بازگرداندن پادشاهی مستقل مجارستان شرکت داشته است. در زمستان ۱۶۶۴ نیز در حادثه شکار توسط حمله گراز کشته شد.

## درگذشت
در تاریخ‌نگاری رسمی مجارستان ۱۸ نوامبر ۱۶۶۴ روزی است که زرینی در یک حادثه شکار در جنگل کورشانِتس در کرواسی امروز، توسط یک گراز وحشی زخمی و کشته شد. اما حتی در آن زمان، تردیدهایی در مورد علت مرگ وجود داشت. منبع اصلی برای دلیل مرگ، زندگی‌نامه صدراعظم میکلوش بِتلِن، تنها شاهد عینی در آن زمان بوده که تنها ۲۲ سال داشت؛ وی خاطرات خود را نزدیک به نیم قرن بعد، در سن ۶۶ سالگی نوشت. در هر حال این واقعیت باقی است که هم هابسبورگ‌ها و هم عثمانی‌ها قوی‌ترین دشمن خود را در مجارستان به دلیل مرگ او از دست دادند. گراز یا همان ایشتوان پُکا سرشکارچی در توصیفی از حادثه بیان می‌کند که بزرگ‌ترین لرد کشور مورد حمله یک گراز وحشی قرار گرفته و خودش از ترس به بالای درخت گریخته است.
برای یادبود دهکده‌ای که زرینی در آن درگذشت در سال ۱۸۹۶ به زرینی‌فالوا (کرواسی امروز، کورشانِتس) تغییر نام یافت.

## آثار

### ادبی
زرینی خود را در درجه اول یک سیاستمدار و به‌صورت اتفاقی شاعر می‌دانست. با وجود این، برجسته‌ترین شخصیت ادبیات باروک در مجارستان قرن هفدهم است: آثار او به عنوان نویسنده و شاعر، در سطح ملی شهره است. از ابتدای جوانی شعر می‌گفت و بیشتر آنها را در سنین ۲۰ تا ۲۵ سالگی سروده و سپس وارد سیاست و رهبری نظامی شده است. در ایام سربازی غزل‌هایی صمیمانه برای ماریا دراسکویچ، معروف به ویولا، همسر آینده‌اش سروده است. او یاد و خاطره همسرش را که در سال ۱۶۵۰ درگذشت، همراه با اشعار کوتاه‌تر خود، در مجلدی با عنوان سیرن دریای آدریاتیک (۱۶۵۱) جاودانه کرد.
حماسه محاصره سیگت، اثر اصلی زرینی متشکل از ۱۵ ترانه است؛ در آن یاد و خاطره جد شهیدش، میکلوش زرینی را گرامی داشت؛ که قهرمانانه از سیگت‌وار دفاع کرد. علی‌رغم اینکه تفسیر زبان منسوخ آن برای خواننده عادی دشوار است، تا به امروز یکی از معدود آثار ادبی مجاری قبل از قرن نوزدهم است که هنوز به‌طور گسترده برای مردم شناخته شده است. این حماسه توسط برادر وی، پِتِر زرینی به کرواتی ترجمه شد.

#### نمونه شعر
| برگردان فارسی                                                                   | متن مجاری                                                                                     |
| با قلم ننویسم، با جوهر تیره نه، که با تیغ شمشیرم، با خون دشمن، شهرت جاودانم را. | Nem irom pennával, Fekete téntával, De szablyám élivel, Ellenség vérivel, Az én örök hiremet. |

### نظامی
زرینی علاوه بر آثار شاعرانه، پیشرو در تفکر سیاسی و علوم نظامی بود. در مقالات و مانیفست‌های خود، همچون مجارها را میازارید – پادزهری برای افیون ترکی یا تأملی بر زندگی ماتیاش، مثال‌هایی برای ارتش منظم، تجدید اخلاقی ملت، استقرار مجدد پادشاهی، اتحاد سلطنتی مجارستان با ترانسیلوانی، و البته بیرون راندن عثمانی مطرح می‌کند.

## یادداشت
1. ↑  لاتین: «Sors bona, nihil aliud»
2. ↑  نمایندهٔ پادشاه (به مجاری: nádor)، از ابتدای قرن یازدهم تا ۱۸۴۸ بالاترین مقام در پادشاهی مجارستان و بعداً (از ۱۷۲۳) نایب‌السلطنه بود.
3. ↑  István Póka
4. ↑  مجاری: Adriai tengernek Syrenája
5. ↑  لاتین: Obsidio Szigetianae
6. ↑  Ne bántsd a magyart – Az török áfium ellen való orvosság
7. ↑  Mátyás király életéről való elmélkedések